# تامی ترل
تامی ترل (انگلیسی: Tammi Terrell؛ ۲۹ آوریل ۱۹۴۵ – ۱۶ مارس ۱۹۷۰) یک خواننده و ترانه‌سرا اهل ایالات متحده آمریکا بود. وی بین سال‌های ۱۹۵۹ تا ۱۹۶۹ میلادی فعالیت می‌کرد.